# Sexcrime (Nineteen Eighty-Four)
Sexcrime (Nineteen Eighty-Four) är den brittiska duon Eurythmics  tionde singel och den första från soundtrackalbumet 1984 (For the Love of Big Brother) med musik från och inspirerad av filmen 1984, baserad på romanen med samma namn av George Orwell. Singeln, som släpptes den 22 oktober 1984, nådde fjärde plats på brittiska singellistan och tredje plats på Sverigetopplistan.
"Sexcrime" är ett ord i det nyspråk som George Orwell lanserar i romanen 1984 från 1949. Videon till låten är inspirerad av romanen och filmen, den har en mörk ton och Annie Lennox och Dave Stewart har på sig overaller av samma slag som alla har i filmen.

## Låtförteckning och utgåvor

### Vinylsingel (7")
- A: "Sexcrime (Nineteen Eighty-Four)" (LP Version) – 3:57
- B: "I Did It Just The Same" (LP Version) – 3:32

### Maxisingel (12")
- A: "Sexcrime (Nineteen Eighty-Four)" (Extended Mix) – 8:01
- B1: "Sexcrime (Nineteen Eighty-Four)" (LP Version) – 3:57
- B2: "I Did It Just the Same" (LP Version) – 3:32

### Maxisingel (12" bildskiva)[3]
- A: "Sexcrime (Nineteen Eighty-Four)" (Extended Mix) (7:53)
- B1: "Sexcrime (Nineteen Eighty-Four)" (3:59)
- B2: "I Did It Just The Same" (3:20)

### CD-singel (3")[4]
- A: "Sexcrime (1984)" (Extended Mix) – 7:53
- B1: "Julia" (Extended Version) – 6:37
- B2: "I Did It Just the Same" – 3:21